# Ungarische Literatur
Die ungarische Literatur ist im engeren Sinne die in ungarischer Sprache verfasste Literatur. In weiterem Sinne kann man auch jegliche in Ungarn oder von ungarischen Autoren verfasste Literatur dazurechnen.

## Anfangszeit
Aus vorchristlicher Zeit sind lediglich einige Inschriften in ungarischen Runen erhalten. Seit der Christianisierung durch Stefan I. wurde nur mehr das lateinische Alphabet verwendet. Aus der Zeit vor dem 11. Jahrhundert haben sich keine nennenswerten Sprachdenkmäler erhalten. Anders als in der finnischen Literatur mit dem rekonstruierten Nationalepos Kalevala und der estnischen mit Kalevipoeg gibt es im Ungarischen nur Sagenfragmente.
Das Christentum, und hier vor allem die Benediktiner, beförderten die Literatur in Ungarn, die Literatursprache war das Lateinische. Der älteste vollständig erhaltene sakrale Text in ungarischer Sprache ist die „Grabrede“ und ein angefügtes Gebet um 1200.
Im 13. und 14. Jahrhundert dominierte die lateinische Geschichtsschreibung. Hier sind vor allem die „Gesta Hungarorum“ aus dem 13. Jahrhundert zu nennen. Der Autor nannte sich „Anonymus“. Wer er wirklich war, ist bis heute umstritten. Es entstand eine weitere Reihe solcher Werke, in einem von ihnen wurde auch der Mythos geboren, die Ungarn seien mit den Hunnen verwandt und deren Nachfolger.
Nach der Blüte der Geschichtsschreibung gelangte die christliche Hymnendichtung in den Vordergrund. Das erste vollständig erhaltene Gedicht ist die „Altungarische Marieklage“, sie wurde erst 1922 von Róbert Gragger entdeckt.
Die erste größere, aber nicht vollständige Bibelübersetzung stammt von Tamás und Bálint und trägt den Namen Hussitenbibel. Ihre Verbreitung als Ganzes war eingeschränkt, weil es sich um eine Bibel der Hussiten handelte, sie trug aber in Auszügen dennoch zur Vereinheitlichung der ungarischen Dialekte zu einer Schriftsprache bei.

## Renaissance
Mit dem Renaissancekönig Matthias Corvinus (1458–1490) setzte in Ungarn ein kultureller Aufschwung ein und für die Bibliotheca Corviniana entstanden zahlreiche Prachtkodizes mit ungarischen Passagen.
Bedeutende lateinisch schreibende Ungarn waren Janus Pannonius (1434–1472) und Bálint Balassi (1554–1594).

## Reformzeit

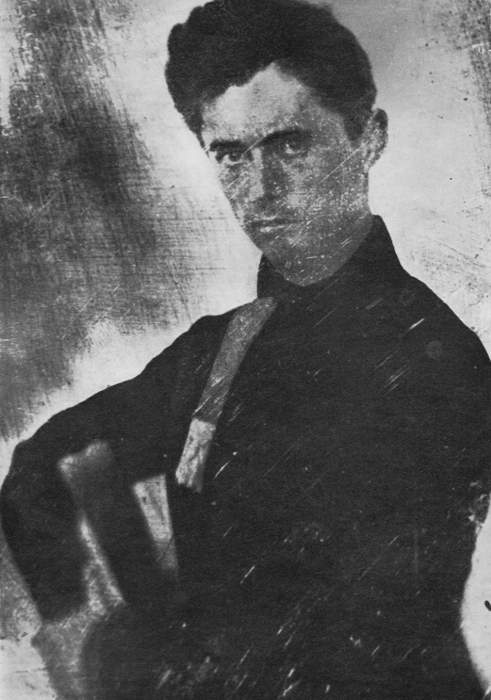
Sándor Petőfi

## 20. und 21. Jahrhundert

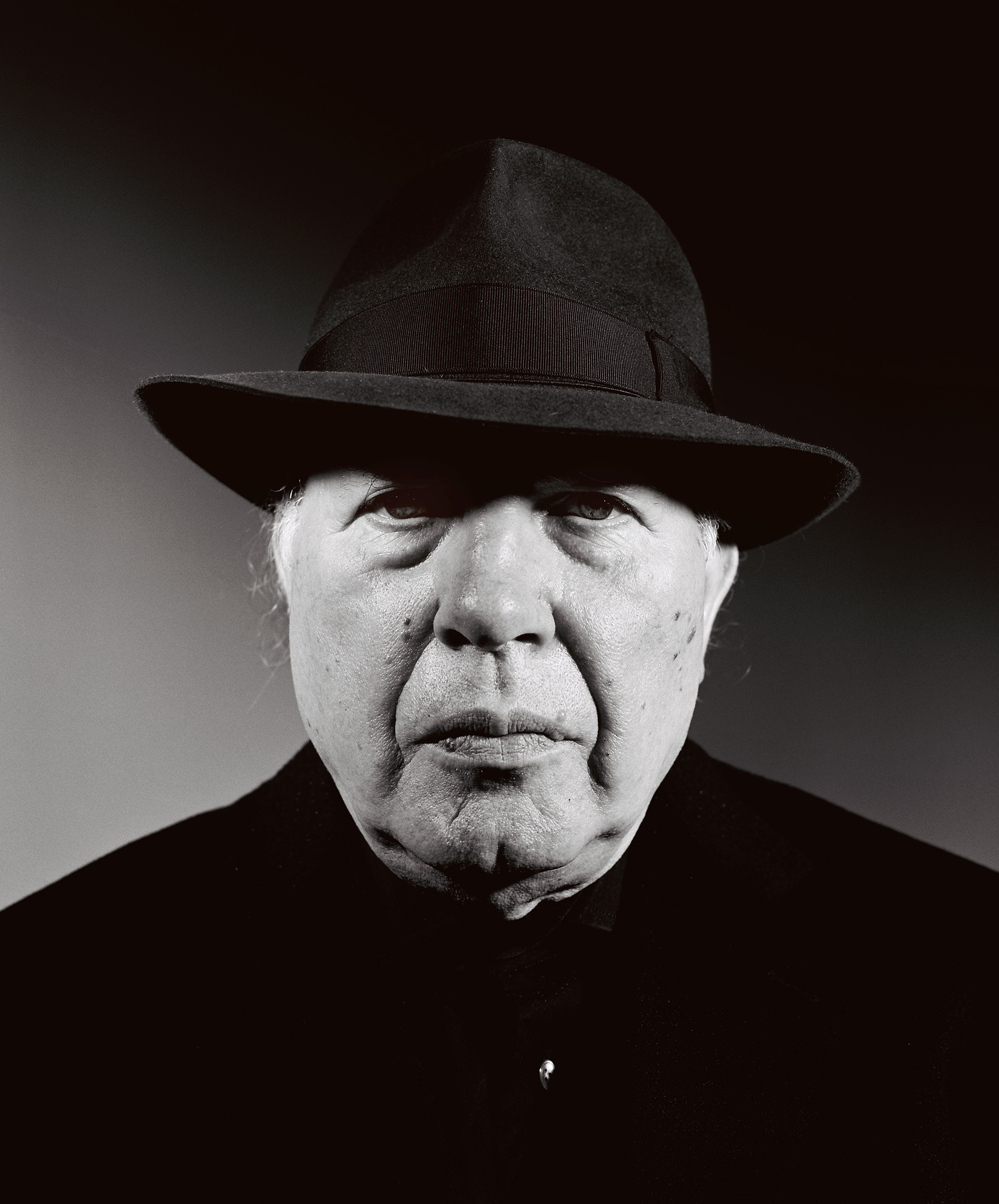
Imre Kertész